# Implúvio

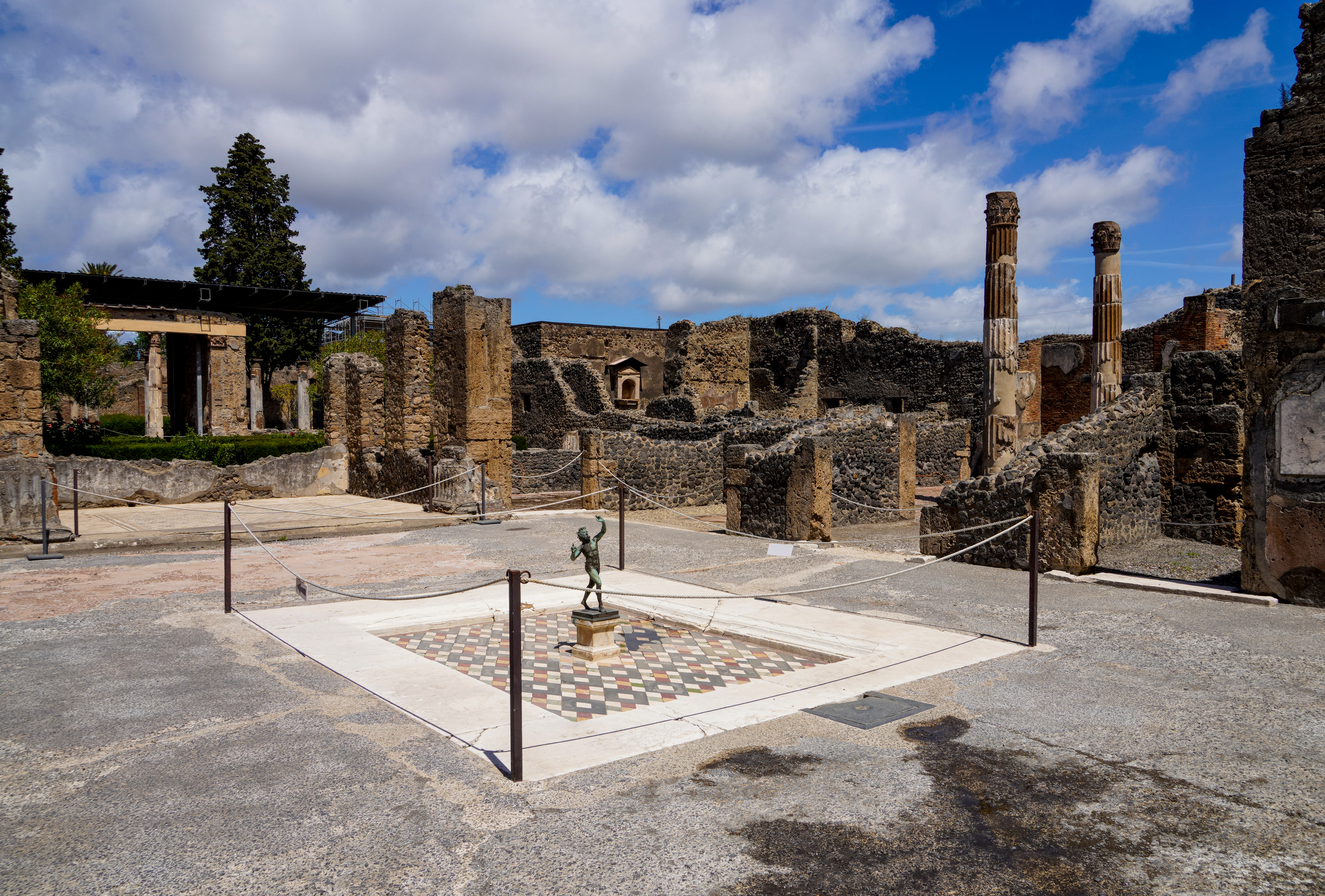
Implúvio da Casa do Fauno, de Pompeia

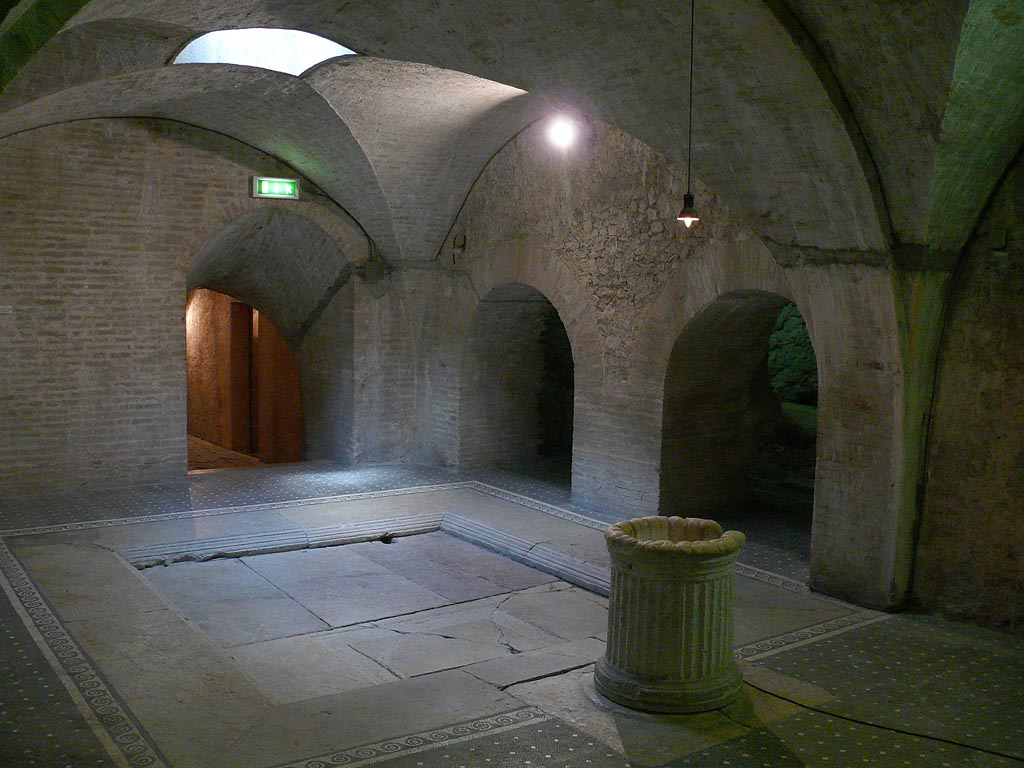
Implúvio numa casa romana de Espoleto

O implúvio (em latim: impluvium) era uma espécie de tanque retangular com fundo plano usado para recolher água da chuva que se encontrava no vestíbulo das casas (em latim: domus) dos antigos gregos, etruscos e romanos.
A água da chuva que entrava no domus através do complúvio (compluvium, uma abertura central no teto por onde entrava também a luz natural que iluminava todas as divisões adjacentes) escorria para o implúvio, situado cerca de 30 cm abaixo do nível do solo e que frequentemente estava ligado a um tanque onde se armazenava o excesso de água, a qual poderia ser usada quando fosse necessário. Esse tanque tinha também a função de regular a temperatura em períodos de muito calor.
Os implúvios dos domus romanos, que normalmente pertenciam a famílias patrícias (nobres), eram por vezes construídos em mármore e decorados com pequenas estátuas. Durante as escavações da Casa do Fauno, uma das casas privadas mais luxuosas da antiga cidade de Pompeia, foi descoberto um implúvio com uma estátua de bronze dum fauno dançando no centro, que atualmente se conserva no Museu Arqueológico de Nápoles.